# Distretto di Molinos
Il distretto di Molinos  è uno dei trentaquattro distretti della provincia di Jauja, in Perù. Si trova nella regione di Junín e si estende su una superficie di 312,17  chilometri quadrati.